# Stefania Chieppa
Stefania Chieppa (* 5. April 1983 in Turin) ist eine ehemalige italienische Tennisspielerin.

## Karriere
Chieppa begann mit sieben Jahren mit dem Tennisspielen und ihr bevorzugter Belag ist Sand. Sie spielte vor allem auf der ITF Women’s World Tennis Tour, wo sie zwei Titel im Einzel und 15 im Doppel gewonnen hat.

## Turniersiege

### Einzel
| Nr. | Datum            | Turnier            | Kategorie   | Belag | Finalgegnerin    | Ergebnis |
| --- | ---------------- | ------------------ | ----------- | ----- | ---------------- | -------- |
| 1.  | 10. Juli 2005    | Getxo              | ITF $10.000 | Sand  | Magali De Lattre | 6:1, 6:3 |
| 2.  | 22. Oktober 2006 | Settimo San Pietro | ITF $10.000 | Sand  | Corinna Dentoni  | 6:2, 6:3 |

### Doppel
| Nr. | Datum             | Turnier             | Kategorie   | Belag     | Partnerin              | Finalgegnerinnen                           | Ergebnis          |
| --- | ----------------- | ------------------- | ----------- | --------- | ---------------------- | ------------------------------------------ | ----------------- |
| 1.  | 21. August 2004   | Jesi                | ITF $10.000 | Hartplatz | Valentina Sulpizio     | Larissa Carvalho Elena Vianello            | 6:3, 7:5          |
| 2.  | 23. Oktober 2004  | Settimo San Pietro  | ITF $10.000 | Sand      | Sylvia Montero         | Raffaella Bindi Sandra Záhlavová           | 7:65, 3:6, 6:2    |
| 3.  | 6. November 2004  | Rom                 | ITF $10.000 | Sand      | Nicole Clerico         | Valentina Sulpizio Sandra Záhlavová        | 3:6, 6:4, 6:2     |
| 4.  | 21. Oktober 2006  | Settimo San Pietro  | ITF $10.000 | Sand      | Lisa Tognetti          | Alice Balducci Elisa Salis                 | 6:2, 0:6, 6:0     |
| 5.  | 11. November 2006 | Mallorca            | ITF $10.000 | Sand      | Maria-Belen Corbalan   | Tina Bohoric Anja Prislan                  | 6:4, 6:73, 6:0    |
| 6.  | 17. Februar 2007  | Mallorca            | ITF $10.000 | Sand      | Valentina Sulpizio     | Fernanda Hermenegildo Fabiana Mak          | 5:7, 6:3, 6:4     |
| 7.  | 31. März 2007     | Foggia              | ITF $10.000 | Sand      | Giulia Gatto-Monticone | Stefanie Haidner Lisa Sabino               | 6:1, 6:3          |
| 8.  | 26. Mai 2007      | Gorizia             | ITF $25.000 | Sand      | Giulia Gabba           | Denise Mascherini Anja Prislan             | 6:3, 6:0          |
| 9.  | 9. Juni 2007      | Grado               | ITF $25.000 | Sand      | Darja Kustawa          | Ana Veselinović Christina Wheeler          | 7:5, 6:3          |
| 10. | 16. Oktober 2007  | Castel Gandolfo     | ITF $10.000 | Sand      | Giulia Gatto-Monticone | Stefanie Haidner Amra Sadikovic            | 3:2 Aufgabe       |
| 11. | 2. August 2008    | Gardone Val Trompia | ITF $10.000 | Sand      | Maria-Belen Corbalan   | Elisabeth Abanda Emma Onila                | 6:3, 62           |
| 12. | 16. Mai 2009      | Caserta             | ITF $10.000 | Sand      | Giulia Gatto-Monticone | Martina Di Giuseppe Andreea-RoxanaVaideanu | 6:1, 6:4          |
| 13. | 1. August 2009    | Gardone Val Trompia | ITF $10.000 | Sand      | Claudia Giovine        | Stefania Fadabini Anna-Giulia Remondina    | 4:6, 6:2, [12:10] |
| 14. | 27. März 2010     | Pomezia             | ITF $10.000 | Sand      | Liana Ungur            | Andreea Văideanu Erika Zanchetta           | 7:63, 4:6, [10:7] |
| 15. | 22. Mai 2010      | Rivoli              | ITF $10.000 | Sand      | Valentina Sulpizio     | Stefania Fadabini Alice Moroni             | 7:61, 6:1         |